# 胡安·马塞
胡安·马塞·卡尔沃（西班牙語：Juan Marsé Carbó，1933年1月8日—2020年7月18日），西班牙小说家，“50年一代”的成员。他3岁时母亲去世後，马塞没有完成学业，便成为珠宝学徒，后又为一家电影杂志写稿。1958年他开始了文学生涯，一年后他移居巴黎，并在那里度过3年。1962年回归故乡，在撰写小说的同事也写过电影剧本，并涉足广告业和新闻业。他1966年结婚，1980年代曾为《国家报》写稿。2008年，获塞万提斯奖。
马塞的主要作品有小说《仅有一件玩具的幽闭生活》（1961）、《与特雷莎的最后日子》（1966）、《如果说我跌倒》（1973）、《金内裤姑娘》（1978）等。其名作《上海幻梦》（1993）讲述一位逃避现实的主人公的故事，曾改编为电影。马塞的许多作品记录弗朗哥时期巴塞罗那地区的历史，分析了战争的道德、社会状况的恶化、阶级差别、工人和资产阶级的冲突，失去了童年的记忆，其作品多用社会现实主义的笔法，也有时夹杂先锋派的风格，并带有讽刺性。